# Rockwell Kent
Rockwell Kent (Tarrytown, 21 giugno 1882 – Plattsburgh, 13 marzo 1971) è stato un pittore e illustratore statunitense.

## Biografia
Nato a Tarrytown nello Stato di New York, studiò arte ed architettura nella capitale federale e tra i suoi insegnanti ebbe Robert Henri; fu proprio Henri che lo incoraggiò ad andare sulle spiagge del Maine, dove nei primi anni del Novecento dipinse le sue prime opere significative. Infatti nel 1905 Kent si recò nell'isola di Monhegan, ove si stabilì per i cinque anni successivi.
Kent tentò di mettere su tela le forze contrastanti della natura e l'imponente energia dell'ambiente, in particolare del mare: il mare fu ritratto più volte nel corso degli anni, diventando un soggetto ricorrente.
La sua prima serie di dipinti di Monhegan furono esposti nel 1907 alle Clausen Galleries di New York, ottenendo un grande successo di critica.
Nel 1916 cominciò un lungo viaggio in luoghi dalla natura selvaggia e dal clima rigido, come l'Alaska, Terranova, la Groenlandia e la Terra del Fuoco. Da questa esperienza entusiasmante Kent produsse numerose pitture ad olio ed illustrazioni di paesaggi terrestri e marini, in cui la natura viene descritta come cupa ed aspra; queste opere furono molto apprezzate dal pubblico e dalla critica, permettendogli di guadagnare una discreta quantità di denaro.
Verso la metà degli anni venti Kent cominciò a produrre illustrazioni artistiche per libri, tra cui Moby Dick di Melville, che ottennero un grande successo e che lo resero famoso. Riprodotte fotomeccanicamente da disegni a china, apparvero nel 1930 per Donnelly & Sons da Lakeside Press di Chicago in 3 volumi in quarto di 220 × 300 mm i disegni brillanti e realistici che ricreano la storia di Achab, ora di valore inestimabile. Nel 1937, apparve il formato ridotto in un solo volume per la Garden City Publishing Co.
Lo stile di Kent si avvicina ai maestri inglesi del XVIII e del XIX secolo, in particolare a William Hogarth, a William Blake, a John Constable ed ai Preraffaelliti, con influenze piuttosto marcate di post-impressionismo e di astrattismo, rielaborate secondo il realismo sociale americano degli anni '20 e '30. Il suo fine è un'arte oggettiva e chiara, austera e fredda, in cui non ci sia spazio per il vago o l'accidentale.
La sua ricerca della precisione lo portava a fare studi preliminari della composizione ed anche dei dettagli prima di cominciare l'opera, lavorando con perseveranza per perfezionare la sua abilità nel disegno e nel ritrarre la forma umana in ogni posa o maniera; i suoi studi di architettura gli furono di aiuto per disegnare oggetti e costruzioni in modo accurato. In particolare, le sue litografie sono meraviglie di perfezione, con linee nette e toni delicati, senza tonalità vaghe ed allusive. In molte sue opere è presente una forte dose di simbolismo: spesso la figura centrale è l'umanità, che lotta eroicamente per arrivare all'essenza della realtà ma che tragicamente non riesce a coglierne il significato più intimo.
Kent militò attivamente in diverse associazioni politiche di estrema sinistra e fece molti disegni e diversi murali per illustrare le avverse condizioni sociali della classe lavoratrice e per attaccare il governo degli Stati Uniti. Come conseguenza delle sue idee, divenne un bersaglio del maccartismo e la sua fama negli Stati Uniti declinò notevolmente negli anni '50 e '60.
Nel 1960 Kent donò diverse centinaia di dipinti e disegni all'Unione Sovietica, che lo decorò e premiò diverse volte.
Rockwell Kent morì a Plattsburgh, nello stato di New York, il 13 marzo 1971. Gli è stato dedicato l'asteroide 2529 Rockwell Kent.